# Paediatric Respiratory Reviews
Paediatric Respiratory Reviews, abgekürzt Paediatr. Respir. Rev., ist eine wissenschaftliche Fachzeitschrift, die vom Elsevier-Verlag veröffentlicht wird. Die Zeitschrift erscheint mit vier Ausgaben im Jahr. Es werden Übersichtsarbeiten veröffentlicht, die sich mit Erkrankungen der Atemwege bei Säuglingen und Kindern beschäftigen.
Der Impact Factor lag im Jahr 2014 bei 2,196. Nach der Statistik des ISI Web of Knowledge wird das Journal mit diesem Impact Factor in der Kategorie Pädiatrie an 33. Stelle von 119 Zeitschriften und in der Kategorie Atemwegserkrankungen an 34. Stelle von 57 Zeitschriften geführt.